# Liste der Naturdenkmale in Willingshausen
Die Liste der Naturdenkmale in Willingshausen nennt die im Gebiet der Gemeinde Willingshausen im Schwalm-Eder-Kreis in Hessen gelegenen Naturdenkmale.
| Bild                          | Bezeichnung                      | Ortsteil, Lage                                 | Beschreibung                                          | Art              | Nr.     |
| ----------------------------- | -------------------------------- | ---------------------------------------------- | ----------------------------------------------------- | ---------------- | ------- |
| mehr Fotos \| Fotos hochladen | Quarzitfelsen „Wippersteine“     | Merzhausen 50° 50′ 47,2″ N, 9° 14′ 37,9″ O     | 1,5 km südöstlich von Merzhausen. (Fläche: 2,1198 ha) | Flächenhaftes ND | 634.906 |
| BW                            | 2 Linden                         | Wasenberg 50° 51′ 42,7″ N, 9° 9′ 58,5″ O       | am Wasserbehälter                                     | Linde            | 634.907 |
| BW                            | 1 Eiche                          | Willingshausen 50° 50′ 41,1″ N, 9° 10′ 37,1″ O | an der Straße nach Neustadt                           | Eiche            | 634.908 |
| Fotos hochladen               | 1 Eiche                          | Willingshausen 50° 50′ 35,9″ N, 9° 11′ 10,8″ O | an der Bernsburger Straße                             | Eiche            | 634.910 |
| BW                            | Feuchtgebiet „Der Gemeinderasen“ | Gungelshausen 50° 51′ 59,5″ N, 9° 13′ 42″ O    | (Fläche: 1,1930 ha)                                   | Flächenhaftes ND | 634.913 |

## Belege
1. ↑  Anlage: Tabelle 3 - Naturdenkmale im Schwalm-Eder-Kreis. (PDF; 7,45 MB) der 2. Verordnung zur Änderung der Verordnung zum Schutze der Naturdenkmale im Schwalm-Eder-Kreis vom 28. 04. 1986, zuletzt geändert durch Verordnung vom 8. Mai 2007. Der Kreisausschuss des Schwalm-Eder-Kreises, 17. Dezember 2008, S. 30, abgerufen am 7. Februar 2017.

- Karte mit allen Koordinaten:
- OSM |
- WikiMap